# Barker (Contea di Broome, New York)
Barker è un comune degli Stati Uniti d'America, situato nello stato di New York, nella contea di Broome.